# Amtsgericht Stadt Hildesheim
Das Amtsgericht Stadt Hildesheim war ein Gericht der ordentlichen Gerichtsbarkeit in Hildesheim.
Nach der Revolution von 1848 wurde im Königreich Hannover die Rechtsprechung von der Verwaltung getrennt und die Patrimonialgerichtsbarkeit abgeschafft.
Das Amtsgericht wurde daraufhin mit der Verordnung vom 7. August 1852 die Bildung der Amtsgerichte und unteren Verwaltungsbehörden betreffend als königlich hannoversches Amtsgericht gegründet.
Es umfasste die Stadt Hildesheim.
Das Amtsgericht war dem Obergericht Hildesheim untergeordnet. Es wurde 1856 aufgehoben und sein Gerichtsbezirk dem des Amtsgerichtes Hildesheim zugeordnet.